# Andrena nanula
Andrena nanula là một loài Hymenoptera trong họ Andrenidae. Loài này được Nylander mô tả khoa học năm 1848.